# Конторович, Мария Михайловна
Мари́я Миха́йловна Конторо́вич (род. 21 марта 1994 года, Екатеринбург, Россия) — российский драматург, режиссёр.

## Биография
Мария Конторович родилась 21 марта 1994 года в Екатеринбурге. В 2011 году окончила физико-математический класс Специализированного учебно-научного центра Уральского федерального университета и хотела стать математиком.
В 2016 году окончила Екатеринбургский государственный театральный институт по специальности «драматургия», курс Николая Коляды.
В 2015 году дебютная пьеса «Цыганская игла» вошла в финал Международного конкурса драматургии «Евразия». В последующие годы становилась многократным финалистом фестиваля молодой драматургии «Любимовка», конкурсов «Действующие лица», «Ремарка» и других.
В 2018 году пьеса «Мама, мне оторвало руку» стала лауреатом объединённого конкурса драматургии «Кульминация».

## Пьесы
- «Колыбельная Марселя Марсо»[17]
- «Раствори в реке комету»[18]
- «Дневник моего мужа»[19]
- «Маленький Гирш и Большая Висла»[20][21]
- «Мама, мне оторвало руку»
- «Русалочий жемчуг»
- «Слон с полосатыми ушами»
- «Чёрная вдова»
- «Цыганская игла»[22]

## Спектакли
- 2015 — «Щелкунчик» (совместно со Светланой Баженовой), Центр современной драматургии, реж. Светлана Баженова, Екатеринбург[23]
- 2017 — «Мой Екб», «Ельцин-Центр», реж. Маша Конторович, Екатеринбург[24][25]
- 2017 — «Мама, мне оторвало руку», ЦСД-Омск, реж. Светлана Баженова, Омск[26][27]
- 2017 — «Мама, мне оторвало руку», театр «Периферия», реж. Александр Беляев, Астрахань[28][29]
- 2018 — «Мама, мне оторвало руку», Teatrul Tineretului Piatra Neamt, реж. Alexandru Mazgareanu, Пьятра-Нямц, Румыния[30]
- 2018 — «Мама, мне оторвало руку», Центр современной драматургии, реж. Маша Конторович, Екатеринбург[31][32][33]
- 2018 — «Приключения Тома Сойера» (совместно с Ольгой Андреевой), Ульяновский театр кукол, реж. Александр Янушкевич, Ульяновск[34][35]
- 2018 — «Когда все звёзды погаснут, останемся только мы», «Ельцин-Центр», реж. Маша Конторович, Екатеринбург[36][37]
- 2018 — «Кульминация», Мастерская Дмитрия Брусникина, реж. Марина Брусникина, Москва[16][38][39]
- 2018 — «Мама, мне оторвало руку» — Зимний театр, реж. Александр Калинин, Орехово-Зуево[40][41]
- 2019 — «Мама, мне оторвало руку» — Красноярский ТЮЗ, реж. Никита Бетехтин, Красноярск
- 2022 — «Кот икает и пукает одновременно» — Театр Новых Пьес, реж. Хорен Чахалян, Москва

## Избранные публикации
Маша Конторович. Мама, мне оторвало руку // Пьесы года 2018: (Сборник драматических произведений). М.: Благотворительный Фонд поддержки деятелей культуры и искусства «Стремление», 2018
Маша Конторович. Мама, мне оторвало руку // Урал: журнал, № 9, 2018
Маша Конторович. Цыганская игла // Уральская драматургическая инфраструктура. Под знаком солнца: сборник. 2015
Маша Конторович. Фарфоровые люди // Чёрным по белому: сборник. Москва, 2013

## Факты
Является правнучкой советского математика и основателя уральской алгебраической школы Петра Григорьевича Конторовича